# Юганна Маттссон
Малін Юганна Маттссон (швед. Malin Johanna Mattsson; нар. 2 травня 1988, Єлліваре) —  шведська борчиня вільного стилю, дворазова бронзова призерка чемпіонату світу, дворазова бронзова призерка і триразова чемпіонка Європи, учасниця Олімпійських ігор. Старша сестра чемпіонки світу з вільної боротьби Софії Маттссон, яка на чемпіонаті світу 2010 року в Москві, як і Юганна виборола бронзову нагороду у вазі до 51  кг.

## Біографія
Боротьбою почала займатися з 1996 року. Виступає за борцівський клуб міста Єлліваре.

## Спортивні результати на міжнародних змаганнях

### Виступи на Олімпіадах
| Змагання                    | Збірна | Вагова категорія          | Місце |
| --------------------------- | ------ | ------------------------- | ----- |
| Літні Олімпійські ігри 2016 | Швеція | жіноча боротьба, до 58 кг | 14    |

### Виступи на Чемпіонатах світу
#ЗНАЧ! 

| Змагання                        | Збірна | Вагова категорія          | Місце  |
| ------------------------------- | ------ | ------------------------- | ------ |
| Чемпіонат світу з боротьби 2006 | Швеція | жіноча боротьба, до 59 кг | 16     |
| Чемпіонат світу з боротьби 2010 | Швеція | жіноча боротьба, до 59 кг | Бронза |
| Чемпіонат світу з боротьби 2014 | Швеція | жіноча боротьба, до 60 кг | 5      |
| Чемпіонат світу з боротьби 2015 | Швеція | жіноча боротьба, до 58 кг | 5      |
| Чемпіонат світу з боротьби 2017 | Швеція | жіноча боротьба, до 60 кг | Бронза |
| Чемпіонат світу з боротьби 2018 | Швеція | жіноча боротьба, до 62 кг | 10     |
| Чемпіонат світу з боротьби 2019 | Швеція | жіноча боротьба, до 65 кг | 9      |
| Чемпіонат світу з боротьби 2021 | Швеція | жіноча боротьба, до 65 кг | Бронза |

### Виступи на Чемпіонатах Європи
| Змагання                         | Збірна | Вагова категорія          | Місце  |
| -------------------------------- | ------ | ------------------------- | ------ |
| Чемпіонат Європи з боротьби 2006 | Швеція | жіноча боротьба, до 55 кг | Бронза |
| Чемпіонат Європи з боротьби 2007 | Швеція | жіноча боротьба, до 55 кг | 8      |
| Чемпіонат Європи з боротьби 2008 | Швеція | жіноча боротьба, до 55 кг | 5      |
| Чемпіонат Європи з боротьби 2009 | Швеція | жіноча боротьба, до 59 кг | Золото |
| Чемпіонат Європи з боротьби 2012 | Швеція | жіноча боротьба, до 63 кг | 5      |
| Чемпіонат Європи з боротьби 2014 | Швеція | жіноча боротьба, до 60 кг | Золото |
| Чемпіонат Європи з боротьби 2017 | Швеція | жіноча боротьба, до 60 кг | Бронза |
| Чемпіонат Європи з боротьби 2018 | Швеція | жіноча боротьба, до 62 кг | 7      |

### Виступи на Європейських іграх
| Змагання              | Збірна | Вагова категорія          | Місце |
| --------------------- | ------ | ------------------------- | ----- |
| Європейські ігри 2015 | Швеція | жіноча боротьба, до 60 кг | 7     |
| Європейські ігри 2019 | Швеція | жіноча боротьба, до 62 кг | 8     |

### Виступи на Кубках світу
| Змагання                    | Збірна | Вагова категорія          | Місце |
| --------------------------- | ------ | ------------------------- | ----- |
| Кубок світу з боротьби 2015 | Швеція | жіноча боротьба, до 60 кг | 8     |

### Виступи на інших змаганнях
| Змагання                                       | Збірна | Вагова категорія          | Місце  |
| ---------------------------------------------- | ------ | ------------------------- | ------ |
| Klippan Lady Open 2006                         | Швеція | жіноча боротьба, до 55 кг | Бронза |
| Гран-прі Німеччини з боротьби 2006             | Швеція | жіноча боротьба, до 55 кг | 5      |
| Золотий Гран-прі з боротьби 2006               | Швеція | жіноча боротьба, до 55 кг | Бронза |
| Klippan Lady Open 2007                         | Швеція | жіноча боротьба, до 55 кг | Бронза |
| Гран-прі Німеччини з боротьби 2007             | Швеція | жіноча боротьба, до 55 кг | Золото |
| Турнір Дана Колова — Николи Петрова 2007       | Швеція | жіноча боротьба, до 55 кг | Золото |
| Klippan Lady Open 2008                         | Швеція | жіноча боротьба, до 55 кг | Срібло |
| Гран-прі Німеччини з боротьби 2008             | Швеція | жіноча боротьба, до 59 кг | Золото |
| Klippan Lady Open 2009                         | Швеція | жіноча боротьба, до 59 кг | Золото |
| Гран-прі Німеччини з боротьби 2009             | Швеція | жіноча боротьба, до 59 кг | Золото |
| Austrian Ladies Open 2009                      | Швеція | жіноча боротьба, до 59 кг | Золото |
| Золотий Гран-прі з боротьби 2009               | Швеція | жіноча боротьба, до 59 кг | Золото |
| Austrian Ladies Open 2010                      | Швеція | жіноча боротьба, до 59 кг | Золото |
| Золотий Гран-прі з боротьби 2010 (Баку)        | Швеція | жіноча боротьба, до 59 кг | Срібло |
| Henri Deglane Challenge 2011                   | Швеція | жіноча боротьба, до 63 кг | Золото |
| Тестовий турнір FILA 2011                      | Швеція | жіноча боротьба, до 63 кг | Золото |
| Турнір Дана Колова — Николи Петрова 2012       | Швеція | жіноча боротьба, до 63 кг | Золото |
| Золотий Гран-прі з боротьби 2012 (Кліппан )    | Швеція | жіноча боротьба, до 63 кг | 7      |
| Klippan Lady Open 2014                         | Швеція | жіноча боротьба, до 60 кг | Бронза |
| Гран-прі Іспанії з боротьби 2014               | Швеція | жіноча боротьба, до 60 кг | Золото |
| Золотий Гран-прі з боротьби 2014 (Баку)        | Швеція | жіноча боротьба, до 60 кг | Бронза |
| Гран-прі Парижа з боротьби 2015                | Швеція | жіноча боротьба, до 60 кг | Бронза |
| Турнір Дана Колова — Николи Петрова 2015       | Швеція | жіноча боротьба, до 58 кг | 5      |
| Гран-прі Німеччини з боротьби 2015             | Швеція | жіноча боротьба, до 58 кг | Бронза |
| Гран-прі Іспанії з боротьби 2015               | Швеція | жіноча боротьба, до 60 кг | Бронза |
| Відкритий чемпіонат Польщі з боротьби 2015     | Швеція | жіноча боротьба, до 58 кг | 19     |
| Золотий Гран-прі з боротьби 2015               | Швеція | жіноча боротьба, до 58 кг | Бронза |
| Klippan Lady Open 2016                         | Швеція | жіноча боротьба, до 58 кг | Золото |
| Гран-прі Німеччини з боротьби 2016             | Швеція | жіноча боротьба, до 58 кг | Золото |
| Гран-прі Іспанії з боротьби 2016               | Швеція | жіноча боротьба, до 58 кг | 5      |
| Турнір Дана Колова — Николи Петрова 2017       | Швеція | жіноча боротьба, до 60 кг | Срібло |
| Гран-прі Іспанії з боротьби 2017               | Швеція | жіноча боротьба, до 60 кг | Бронза |
| Відкритий чемпіонат Польщі з боротьби 2018     | Швеція | жіноча боротьба, до 62 кг | Срібло |
| Klippan Lady Open 2019                         | Швеція | жіноча боротьба, до 62 кг | 11     |
| Гран-прі Німеччини з боротьби 2019             | Швеція | жіноча боротьба, до 62 кг | Срібло |
| Турнір Дана Колова — Николи Петрова 2019       | Швеція | жіноча боротьба, до 62 кг | 5      |
| Північний чемпіонат з боротьби 2019            | Швеція | жіноча боротьба, до 62 кг | Золото |
| Турнір міста Сассарі з боротьби 2019           | Швеція | жіноча боротьба, до 62 кг | Бронза |
| Турнір Яшара Догу 2019                         | Швеція | жіноча боротьба, до 62 кг | 14     |
| Турнір Дана Колова — Николи Петрова 2021       | Швеція | жіноча боротьба, до 62 кг | Бронза |
| Меморіал Іона Корнеану і Ладислава Сімона 2021 | Швеція | жіноча боротьба, до 65 кг | Золото |

### Виступи на змаганнях молодших вікових груп
| Змагання                                          | Збірна | Вагова категорія          | Місце  |
| ------------------------------------------------- | ------ | ------------------------- | ------ |
| Північний чемпіонат з боротьби серед юніорів 2004 | Швеція | жіноча боротьба, до 52 кг | Золото |
| Північний чемпіонат з боротьби серед юніорів 2005 | Швеція | жіноча боротьба, до 56 кг | Золото |
| Чемпіонат світу з боротьби серед юніорів 2005     | Швеція | жіноча боротьба, до 55 кг | Золото |
| Чемпіонат світу з боротьби серед юніорів 2006     | Швеція | жіноча боротьба, до 55 кг | Бронза |
| Чемпіонат світу з боротьби серед юніорів 2007     | Швеція | жіноча боротьба, до 55 кг | Бронза |
| Чемпіонат світу з боротьби серед юніорів 2008     | Швеція | жіноча боротьба, до 59 кг | Срібло |
| Чемпіонат Європи з боротьби серед кадетів 2004    | Швеція | жіноча боротьба, до 52 кг | Золото |
| Чемпіонат Європи з боротьби серед кадетів 2005    | Швеція | жіноча боротьба, до 56 кг | Золото |